# توم جونسون (مدرب سباحة)
توم جونسون (بالإنجليزية: Tom Johnson)‏ هو مدرب سباحة ‏ أمريكي، ولد في 24 مايو 1963 في سيراكيوز في الولايات المتحدة.